# مناص
مناص هو شخصية أسطورية قيرغيزية وبطل قومي لدى الشعوب التركية والتي استوطنت آسيا الوسطى فيما يسمى الآن بجمهورية قيرغيزيا أو قيرغيزستان .